# رأس مقطوع (ديوان)

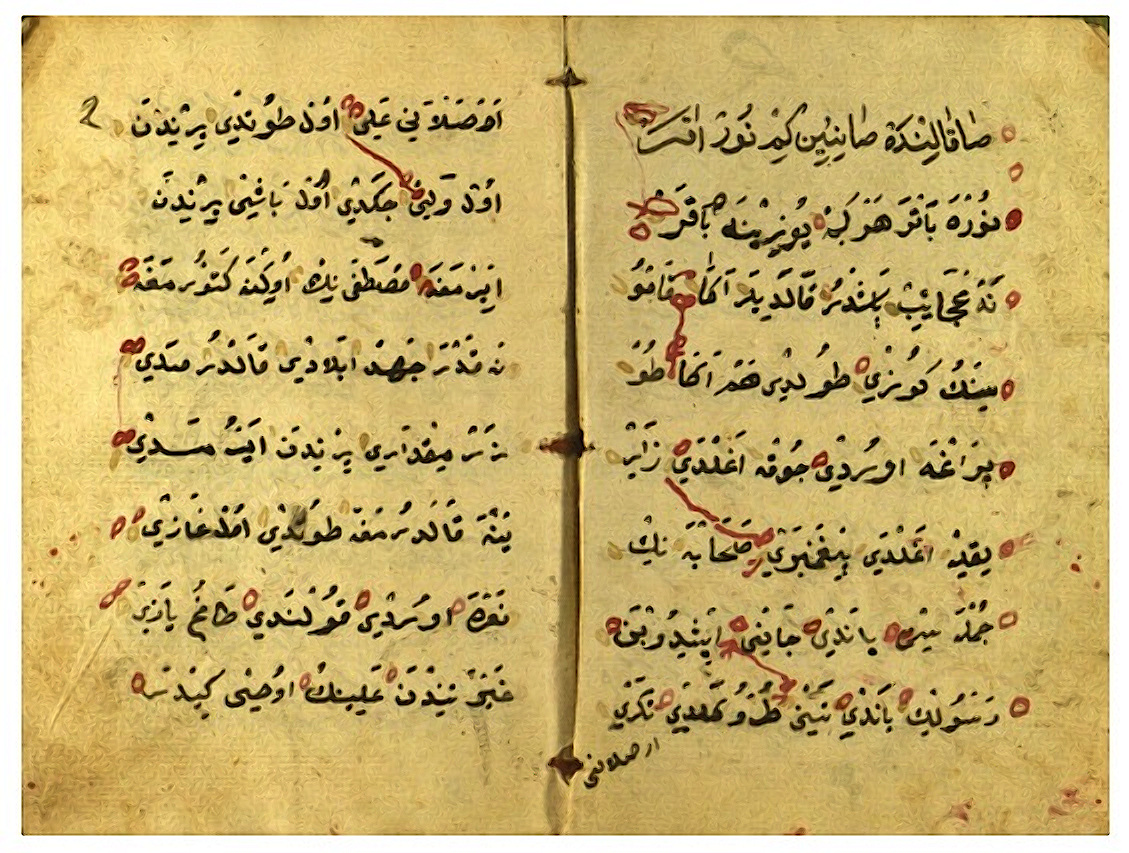
نسخة رقم 06 Hk 3953/1 المخزنة في المكتبة الوطنية في أنقرة.

الرأس المقطوع (بالتركية: Kesik Baş) هو ديوان شعري مكتوب بلغة الأناضول القديمة. يروي الديوان قصة كيف حارب علي (ابن عم الرسول الإسلامي محمد وصهره) عملاقًا حتى يعيد الرأس المقطوع لمسلم متدين إلى جسده، وبذلك يكون قادرًا على إنقاذ الأعزء إلى قلبه. انتشر العمل في الأناضول في العصور الوسطى، ويُنسب بشكل عام إلى كرديجي علي.  العمل جزء من مجموعة من الأعمال التي تم نقلها شفهياً والتي تُقرأ في التجمعات أو أثناء الاحتفالات الدينية. 
عرض العمل لأول مرة محمد فؤاد الكوبريللي في عام 1918.
اكُتب النص بالتركية العامية المنطوقة، ويتميز بمفردات محدودة ومعظمها تركية، باستثناء الكلمات التي تنتمي إلى الدين، والتي تعود في أصلها إلى العربية. كما يحتوي الديوان على عدد كبير من الأفعال والعديد من العبارات المباشرة. وقلما استُخدمت فيه التركيبات النحوية الفارسية.

## النسخ
تشمل نسخ اليوان الجديرة بالملاحظة ما يلي:
- نسخة N. Y-462 في مكتبة الجمعية التاريخية التركية datable to 1732–3 [1]
- 3881 نسخة مكتبة أنقرة الوطنية [1]
- نسخة مطبوعة في اسطنبول عام 1893 ومضمنة في كتاب بعنوان حكاية ميلاد النبي [1]
- نسخة رقم 1344 في مكتبة سكوبي غازي خسرو بك المؤرخة في عام 1618 [1]
- نسخة 06 Hk 3953/1 الموجودة في المكتبة الوطنية في أنقرة. المخطوطة غير مؤرخة، ولكن يمكن أن تعود إلى القرنين السابع عشر والثامن عشر [1]